# Cyphochilus unidentatus
Cyphochilus unidentatus är en skalbaggsart som beskrevs av Shuhei Nomura 1977. Cyphochilus unidentatus ingår i släktet Cyphochilus och familjen Melolonthidae. Inga underarter finns listade i Catalogue of Life.